# Diatlov
Diatlov - Дятлов (rus) - és un khútor del krai de Krasnodar, a Rússia. Es troba a la vora esquerra del riu Psebaika, afluent del Labà. És a 17 km al sud de Mostovskoi i a 170 km al sud-est de Krasnodar.
Pertany a l'stanitsa de Perepràvnaia.